# Giovanni Di Lorenzo
Giovanni Di Lorenzo [dʒoˈvanni di Ioˈrentso] (Castelnuovo di Garfagnana, provincia de Lucca, Italia, 4 de agosto de 1993) es un futbolista italiano que juega de defensa en la S. S. C. Napoli de la Serie A, club del que es capitán.

## Trayectoria

### Comienzos
Se formó en las canteras de Lucchese y Reggina. En las categorías inferiores de Reggina ganó el Torneo Internazionale Sanremo y dos campeonatos Primavera. En 2010 se incorporó al primer equipo del club calabrés. En 23 de mayo de 2011 debutó a los 17 años en la Serie B (segunda división italiana) en el partido de visitante ante el Sassuolo. En la temporada 2012-13 fue cedido al Cuneo de la tercera división; con el club de Piamonte debutó en la fecha 4 contra AlbinoLeffe, convirtiéndose pronto en titular. Gracias a sus 27 presencias y buenas actuaciones, fue convocado a la selección de fútbol sub-20 por Luigi Di Biagio, disputando el Torneo Cuatro Naciones.
En el verano de 2013 volvió a Regio de Calabria y disputó el campeonato 2013-14 de Serie B con la camiseta amaranto, totalizando 20 presencias. Esta temporada finalizó con el descenso de Reggina, por lo tanto Di Lorenzo disputó la temporada siguiente en tercera división. Desde 2015 a 2017 llevó la camiseta del Matera, donde jugó 58 partidos y marcó 3 tantos en tercera división.

### Empoli F. C.
El 30 de agosto de 2017 se transfirió al Empoli de la Serie B, firmando un contrato de tres años. El 23 de abril de 2018 marcó su primer gol en la categoría de plata contra el Frosinone. De Lorenzo jugó 36 partidos en total y su club ganó el campeonato, ascendiendo a la Serie A.
Debutó en la máxima división italiana con 25 años, el 19 de agosto de 2019, en la victoria por 2 a 0 contra el Cagliari. En el partido de vuelta ante este equipo marcó su primer gol en la Serie A. Pese al descenso del Empoli, Di Lorenzo jugó un buen campeonato, con 5 goles en 37 partidos jugados.

### S. S. C. Napoli

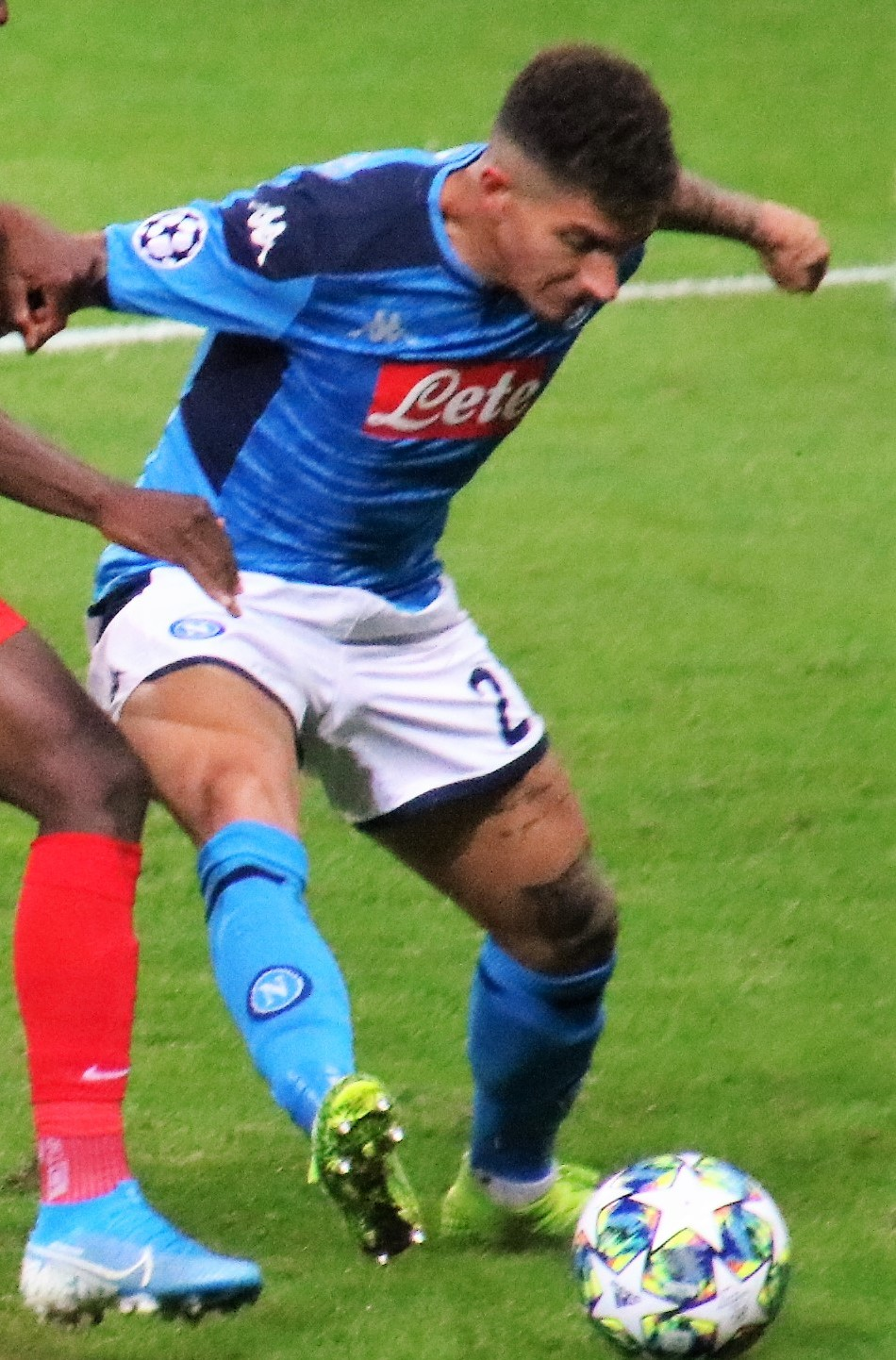
Di Lorenzo en el Napoli, 2019.

El 7 de junio de 2019 fichó por el Napoli, firmando un contrato de cinco años. Debutó el 24 de agosto contra Fiorentina. En el partido siguiente marcó su primer tanto con la camiseta napolitana contra la Juventus de Turín. El 17 de septiembre se produjo su debut en las copas europeas, en el partido de Champions League ante el Liverpool, que los napolitanos ganaron por 2 a 0. Durante el resto de la temporada fue elegido como titular tanto por Carlo Ancelotti como por Gennaro Gattuso, que asumió el cargo de entrenador del Napoli en diciembre, ofreciendo buenas actuaciones. El 17 de junio de 2020 jugó la final de la Copa Italia, ganada en la tanda de los penaltis contra la Juventus. En la temporada siguiente confirmó un buen nivel de rendimiento.
El 15 de julio de 2021 renovó su contrato con el Napoli hasta 2026. Durante el resto de la temporada fue confirmado como titular también por el nuevo entrenador Luciano Spalletti, contribuyendo con nuevas actuaciones de alto nivel al regreso del equipo partenopeo a la Liga de Campeones, en virtud del tercer puesto en la liga.
Al inicio de la temporada 2022-2023, tras las despedidas de Insigne, Koulibaly y Mertens, se convirtió en el nuevo capitán del equipo napolitano. El 4 de octubre de 2022 marcó su primer gol en las copas europeas, en el partido de la fase de grupos de la Liga de Campeones ganado por 6-1 al Ajax de Ámsterdam en el Johan Cruyff Arena. El 4 de mayo de 2023, en virtud del empate 1-1 de los azzurri en el campo del Udinese, ganó el primer Scudetto de su carrera.
El 5 de agosto siguiente se oficializó su renovación de contrato con el Napoli hasta 2028. A pesar de ello, la temporada 2023-2024 resultó negativa tanto para Di Lorenzo como para el Napoli, que cambió de entrenador en tres ocasiones y concluyó la liga en la décima posición, quedando fuera de las competiciones europeas por primera vez en 14 años.
En la temporada siguiente, bajo la nueva dirección de Antonio Conte, el rendimiento del capitán napolitano volvió a alcanzar un nivel muy alto, convirtiéndose en uno de los protagonistas de la marcha triunfal hacia el cuarto Scudetto en la historia del club, conquistado tras una larga lucha cabeza a cabeza contra el Inter de Milán, que se prolongó hasta la última jornada; en esa ocasión, el Napoli venció por 2-0 en casa al Cagliari, al término del cual Di Lorenzo levantó por segunda vez en su carrera la "Coppa Campioni d'Italia". Concluyó la temporada con un total de 39 partidos y 3 goles anotados.

## Selección nacional
Ha sido internacional con las selecciones sub-20 y sub-21 de Italia en 6 ocasiones. El 4 de octubre de 2019 fue convocado por primera vez a la selección absoluta por Roberto Mancini. Realizó su debut el 15 de octubre en el partido de clasificación para la Eurocopa 2020 ante Liechtenstein que Italia ganó por 0 a 5.
En junio de 2021, fue incluido en la lista de 26 jugadores convocados para la Eurocopa 2020. Sustituyó a Florenzi en el partido inaugural, ganado 3-0 a Turquía en el Estadio Olímpico de Roma, confirmándose como titular en los siguientes encuentros, con buenas actuaciones. Se proclamó campeón de Europa el 11 de julio de 2021 en Wembley, tras la final ganada en los penaltis a Inglaterra.
Marcó su primer gol con la Azzurra el 8 de septiembre siguiente, en la victoria por 5-0 contra Lituania, valedera para la fase de clasificación para el Mundial de Catar 2022.

### Participaciones en Eurocopas
| Copa          | Sede     | Resultado        | Partidos | Goles |
| ------------- | -------- | ---------------- | -------- | ----- |
| Eurocopa 2020 | Europa   | Campeón          | 6        | 0     |
| Eurocopa 2024 | Alemania | Octavos de final | 4        | 0     |

## Estadísticas

### Clubes
Actualizado al último partido disputado el 23 de mayo de 2025.
| Club                         | Div.          | Temporada     | Liga  | Liga  | Copas nacionales | Copas nacionales | Copas internacionales | Copas internacionales | Total | Total |
| Club                         | Div.          | Temporada     | Part. | Goles | Part.            | Goles            | Part.                 | Goles                 | Part. | Goles |
| ---------------------------- | ------------- | ------------- | ----- | ----- | ---------------- | ---------------- | --------------------- | --------------------- | ----- | ----- |
| Reggina Calcio · Italia      | 2.ª           | 2010-11       | 1     | 0     | –                | –                | –                     | –                     | 1     | 0     |
| Reggina Calcio · Italia      | 2.ª           | 2011-12       | 1     | 0     | –                | –                | –                     | –                     | 1     | 0     |
| A. C. Cuneo 1905 · Italia    | 3.ª           | 2012-13       | 28    | 0     | 0                | 0                | –                     | –                     | 28    | 0     |
| A. C. Cuneo 1905 · Italia    | Total club    | Total club    | 28    | 0     | 0                | 0                | 0                     | 0                     | 28    | 0     |
| Reggina Calcio · Italia      | 2.ª           | 2013-14       | 20    | 0     | 0                | 0                | –                     | –                     | 20    | 0     |
| Reggina Calcio · Italia      | 3.ª           | 2014-15       | 38    | 0     | 1                | 0                | –                     | –                     | 39    | 0     |
| Reggina Calcio · Italia      | Total club    | Total club    | 60    | 0     | 1                | 0                | 0                     | 0                     | 61    | 0     |
| S. S. Matera Calcio · Italia | 3.ª           | 2015-16       | 33    | 2     | 0                | 0                | –                     | –                     | 33    | 2     |
| S. S. Matera Calcio · Italia | 3.ª           | 2016-17       | 26    | 2     | 2                | 0                | –                     | –                     | 28    | 2     |
| S. S. Matera Calcio · Italia | 3.ª           | 2017-18       | 1     | 0     | 2                | 0                | –                     | –                     | 3     | 0     |
| S. S. Matera Calcio · Italia | Total club    | Total club    | 60    | 4     | 4                | 0                | 0                     | 0                     | 64    | 4     |
| Empoli F. C. · Italia        | 2.ª           | 2017-18       | 36    | 1     | –                | –                | –                     | –                     | 36    | 1     |
| Empoli F. C. · Italia        | 1.ª           | 2018-19       | 37    | 5     | 1                | 0                | –                     | –                     | 38    | 5     |
| Empoli F. C. · Italia        | Total club    | Total club    | 73    | 6     | 1                | 0                | 0                     | 0                     | 74    | 6     |
| S. S. C. Napoli · Italia     | 1.ª           | 2019-20       | 33    | 3     | 5                | 0                | 8                     | 0                     | 46    | 3     |
| S. S. C. Napoli · Italia     | 1.ª           | 2020-21       | 36    | 3     | 5                | 1                | 8                     | 0                     | 49    | 4     |
| S. S. C. Napoli · Italia     | 1.ª           | 2021-22       | 33    | 1     | 1                | 0                | 8                     | 0                     | 42    | 1     |
| S. S. C. Napoli · Italia     | 1.ª           | 2022-23       | 37    | 3     | 0                | 0                | 10                    | 2                     | 47    | 5     |
| S. S. C. Napoli · Italia     | 1.ª           | 2023-24       | 36    | 1     | 3                | 0                | 8                     | 1                     | 47    | 2     |
| S. S. C. Napoli · Italia     | 1.ª           | 2024-25       | 37    | 3     | 2                | 0                | —                     | —                     | 39    | 3     |
| S. S. C. Napoli · Italia     | Total club    | Total club    | 212   | 14    | 16               | 1                | 42                    | 3                     | 270   | 18    |
| Total carrera                | Total carrera | Total carrera | 433   | 24    | 22               | 1                | 42                    | 3                     | 497   | 28    |

## Palmarés

### Campeonatos nacionales
| Título      | Club            | País   | Año  |
| ----------- | --------------- | ------ | ---- |
| Copa Italia | S. S. C. Napoli | Italia | 2020 |
| Serie A     | S. S. C. Napoli | Italia | 2023 |
| Serie A     | S. S. C. Napoli | Italia | 2025 |

### Campeonatos internacionales
| Título   | Club (*)            | Sede   | Año  |
| -------- | ------------------- | ------ | ---- |
| Eurocopa | Selección de Italia | Europa | 2020 |

(*) Incluyendo la selección.